# Regeringen Scholz
Regeringen Scholz var Tysklands förbundsregering från den 8 december 2021 till den 6 maj 2025. Regeringen bestod av en koalition av socialdemokratiska SPD, gröna Allians 90/De gröna samt liberala FDP.
Regeringen tillträdde den 8 december 2021 efter att förbundspresident Frank-Walter Steinmeier givit Olaf Scholz i uppdrag att bilda en ny regering och efter att denna godkänts av Tysklands förbundsdag med röstsiffrorna 395 för och 303 emot. Regeringen efterträdde regeringen Merkel IV.
6 november 2024 föll regeringen då förbundskansler Scholz valde att entlediga finansminister tillika partiledaren för FPD, Christian Lindner. Scholz menade att han tog beslutet efter att Linder enligt honom "svikit honom" flera gånger och varit mer intresserad av sitt eget parti än koalitionsregeringens intressen. Som en konsekvens av detta lämnade samtliga ministrar från FPD utom en som fortsatte som partilös, regeringen. Scholzs regering har därmed förlorat sin majoritetsstatus. 16 december 2024 förlorade regeringen Scholz en misstroendeomröstning i Förbundsdagen.

## Ministrar
| Titel                                                                | Namn | Namn                    | Tillträdde      | Avgick          | Parti    |
| -------------------------------------------------------------------- | ---- | ----------------------- | --------------- | --------------- | -------- |
| Förbundskansler                                                      |      | Olaf Scholz             | 8 december 2021 | 6 maj 2025      | SPD      |
| Vicekansler samt ekonomi- och energiminister                         |      | Robert Habeck           | 8 december 2021 | 6 maj 2025      | Grüne    |
| Utrikesminister                                                      |      | Annalena Baerbock       | 8 december 2021 | 6 maj 2025      | Grüne    |
| Inrikesminister                                                      |      | Nancy Faeser            | 8 december 2021 | 6 maj 2025      | SPD      |
| Justitieminister                                                     |      | Marco Buschmann         | 8 december 2021 | 7 november 2024 | FDP      |
| Justitieminister                                                     |      | Volker Wissing          | 7 november 2024 | 6 maj 2025      | Partilös |
| Finansminister                                                       |      | Christian Lindner       | 8 december 2021 | 7 november 2024 | FDP      |
| Finansminister                                                       |      | Jörg Kukies             | 7 november 2024 | 6 maj 2025      | SPD      |
| Arbets- och socialminister                                           |      | Hubertus Heil           | 14 mars 2018    | 6 maj 2025      | SPD      |
| Jordbruksminister                                                    |      | Cem Özdemir             | 8 december 2021 | 6 maj 2025      | Grüne    |
| Försvarsminister                                                     |      | Christine Lambrecht     | 8 december 2021 | 19 januari 2023 | SPD      |
| Försvarsminister                                                     |      | Boris Pistorius         | 19 januari 2023 | 6 maj 2025      | SPD      |
| Familje-, äldre-, kvinno- och ungdomsminister                        |      | Anne Spiegel            | 8 december 2021 | 25 april 2022   | Grüne    |
| Familje-, äldre-, kvinno- och ungdomsminister                        |      | Lisa Paus               | 25 april 2022   | 6 maj 2025      | Grüne    |
| Hälso- och sjukvårdsminister                                         |      | Karl Lauterbach         | 8 december 2021 | 6 maj 2025      | SPD      |
| Minister för transport och digital infrastruktur                     |      | Volker Wissing          | 8 december 2021 | 7 november 2024 | FDP      |
| Minister för transport och digital infrastruktur                     |      | Volker Wissing          | 7 november 2024 | 6 maj 2025      | Partilös |
| Miljö-, naturvård- och kärnkraftssäkerhetsminister                   |      | Steffi Lemke            | 8 december 2021 | 6 maj 2025      | Grüne    |
| Utbildnings- och forskningsminister                                  |      | Bettina Stark-Watzinger | 8 december 2021 | 7 november 2024 | FDP      |
| Utbildnings- och forskningsminister                                  |      | Cem Özdemir             | 7 november 2024 | 6 maj 2025      | Grüne    |
| Minister för ekonomiskt samarbete och utveckling                     |      | Svenja Schulze          | 8 december 2021 | 6 maj 2025      | SPD      |
| Minister för bostäder, stadsutveckling och byggande                  |      | Klara Geywitz           | 8 december 2021 | 6 maj 2025      | SPD      |
| Minister med särskilda uppgifter och chef för Förbundskanslerämbetet |      | Wolfgang Schmidt        | 8 december 2021 | 6 maj 2025      | SPD      |